# 李鐘玉
李 鐘玉（リ・ジョンオク、1916年1月10日 - 1999年9月23日）は、朝鮮民主主義人民共和国（北朝鮮）の政治家。国家副主席、政務院総理（首相）、朝鮮労働党中央委員会政治局常務委員などの要職を歴任した。

## 経歴
日本統治時代に、咸鏡北道城津市（現在の金策市）で生まれる。1940年、ハルビン工業大学を卒業。1944年に朝鮮半島へ戻り、清津市で「赤友会」を組織し、共産主義運動に参加する。朝鮮解放後、1945年に朝鮮工業技術連盟委員長、1948年に清津紡織工場の支配人となる。
1948年の朝鮮民主主義人民共和国建国に際し、第1期最高人民会議代議員に選出され、以後、死去するまで代議員を務める。1951年2月、軽工業相（大臣）に就任。1956年1月、朝鮮労働党中央委員会工業部長に任命され、国家計画委員長（大臣）に就任。同年4月、党中央委員および政治局員候補に選出される。1960年1月、内閣副首相に任命され、同年4月、重工業委員会委員長（大臣）を兼任。1961年9月、党政治局員に昇格。1962年、副首相に再選され、金属化学工業相を兼務。1965年には副首相を退いたが、9月に科学院院長となる。1972年6月には鉱業相に任命されるなど、李鐘玉は工業の分野で活躍した。
1972年12月27日に朝鮮民主主義人民共和国社会主義憲法が制定されて内閣が政務院に改組されると、李鐘玉は政務院重工業委員会委員長、中央人民委員会委員に任命される。翌年3月には党政治局員候補に降格されたが、1976年12月11日に政務院副総理に任命され、1977年12月15日に政務院総理に就任する。また、この年には党政治局員に復帰している。1980年10月の第6回党大会で党政治局常務委員に昇格。しかし1983年には政治局常務委員から政治局員に降格された。
1984年1月27日、政務院総理を退任して国家副主席に転任。1988年10月、国家学位学職授与委員長を兼務。1994年7月8日、国家主席の金日成が死去。李鐘玉は、同月に挙行された金日成の国葬において国家葬儀委員を務めた。1998年9月5日の憲法改正で国家主席制が廃止されると、国家副主席だった李鐘玉は最高人民会議常任委員会名誉副委員長となり、党政治局員の地位は保ったものの、事実上政界から引退した。
1999年9月23日、平壌で死去。